# Camăr
Camăr é uma comuna romena localizada no distrito de Sălaj, na região histórica da Crișana (parte da Transilvânia). A comuna possui uma área de 39.83 km² e sua população era de 1761 habitantes segundo o censo de 2007.